# Нова Україна
Нова Україна (укр. Новая Україна) — газета украинских рабочих и крестьян Дальнего Востока.
Издававшаяся Дальневосточным издательским обществом имени Тараса Шевченко при Украинском Дальневосточном Секретариате  в Хабаровске c мая 1918 года.
Выходила как продолжение газет «Волны Украины» и «Утро», что подтверждает наличие сплошной нумерации. Сохранился только 5 номер от 8 июня 1918.
Имела социалистическое направление.